# Maja e Cukalit
Die Maja e Cukalit ist der zweithöchste Gipfel im Cukali-Hochland in Nordalbanien. Der 1732 m ü. A. hohe Berg liegt östlich von Shkodra. Rund zwei Kilometer weiter nordöstlich erhebt sich die nur wenig höhere Maja e Meqithit (1734 m ü. A.).
Im Gipfelbereich fällt die Maja e Cukalit vor allem nach Südwesten steil ab. Weiter nach Westen und Süden liegen auf Terrassen verstreut einzelne Dörfer. Im Norden liegt das tief eingeschnittene Tal des Kir, im Süden das hier nicht ganz so stark eingeschnittene Tal des Drin.
Ein Fahrweg führt bis auf 1400 m ü. A. und um den Berg herum zum ebenen Feld Fusha e Liqenit auf der Ostseite des Berges.